# Venerio Cattani
Venerio Cattani (Reggio Emilia, 4 settembre 1927 – Roma, 22 maggio 2009) è stato un politico e giornalista italiano.

## Biografia
Nato in una famiglia di tradizioni socialiste, partecipò giovanissimo alla Resistenza e alla fondazione del PSI. Negli anni immediatamente successivi al secondo conflitto mondiale diventò segretario nazionale del Movimento Giovanile Socialista. Fu consigliere comunale di Ferrara dal 1952 al 1960, e deputato del PSI dal 1958 al 1972. Dal 1963 al 1966 fu sottosegretario al Ministero dell'Agricoltura, e successivamente sottosegretario nei Ministeri del Tesoro e del Commercio Estero fino al 1972. Fu anche rappresentante all'ONU nella delegazione del Governo italiano. Passato al Consiglio di Stato ne fu presidente di sezione e infine presidente emerito alla fine degli anni novanta. Nel 1981 Cattani passò al PSDI, e fu a lungo condirettore e poi direttore del giornale di partito «L'Umanità».
Fondò i Circoli Silone, in ricordo del famoso scrittore e uomo politico, per affermare la cultura politica e storica della socialdemocrazia. Collaborò per molti anni come editorialista ai giornali "Il Giorno", "Mondoperaio" e "Avanti!". Nei suoi ultimi anni scrisse i seguenti libri, tra il saggio storico, il romanzo e la fantasia: "Vero Verissimo, quasi impossibile", " Rappresaglia", "Teodoro Re di Corsica", "Il signore del lago" e "Arnth-L'ultimo generale etrusco".